# ジオフロント
ジオフロント (Geofront) とは、広義には地下空間の総称、狭義には地下に作られた都市、およびその都市計画のことを言う。名称はウォーターフロントからの造語で、地下の（geo）開拓線（front）の意味。
一般的には後者の狭義の意味で使われる。以下でも狭義の都市計画のジオフロントについて述べる。

## 概要
地上の建造物が密集した過密都市において、地価の高騰や環境問題等に対応するため、地下空間の有効利用を図ったものであり、通常は大深度地下（50m以深）の計画を総じてこう言う。
単純に地下に都市機能を作り出すだけでなく、ジオフロントの都市同士をつなぐ地下鉄やパイプライン、さらにはそのパイプライン内を浮上して飛行するエアロトレインの構想もある。

## 利点
ジオフロントを建造する最大の利点は、台風や豪雪などの気候条件に左右されにくく、また都市地下に作ることで長い時間を要することもなく通勤できる。また地震に対しても、地下の強固な岩盤に都市を作ることで、意外と安全性が高く作れるのではないかとも言われている。

## 問題点
ジオフロントのような巨大な地下空間を建造することにより地下水理を完全に変えてしまうため、周囲の環境への影響や新たな災害の発生が懸念される。また使用される膨大なエネルギー供給源の確保、ジオフロント内部で生まれた廃熱や汚水、ごみ等の処理、新鮮な空気の循環、大雨や洪水による浸水や水没、地震や火災など緊急時の対処法、採光方法など、実現させるために必要な技術の開発はまだまだ追いついていない。
またジオフロントの構想が出来たのは、地価が異常に高騰したバブル景気の頃であったため、地価が下落した現在では莫大な建造費に見合う採算が取れるのかと言うのも疑問視されている。電柱の地下化ですら進んでいない状況である。
および、利点でも書いた通勤時間の点も、テレワークで省略できる。従って、通信や遠隔操作を発展させ、都心から郊外へと人を分散させる方が、技術的な面や資金的な面から言ってもジオフロントよりずっと効率的である。通勤が必要な場合でも、勤務地と住宅の距離を短縮したり、鉄道の高速化を行う事で、問題が解決出来る場合が多い。それら既存の再開発手法でも解決が難しい問題に備えて、現代ではジオフロントよりもハイパービルディングを建設する方向で計画が立案されている。
都市機能全てを地下に移設する方法は問題が多いため、デパ地下や地下通路など、地上生活を補助する目的での地下空間の活用のみは今後も進められる見通しである。

## 登場作品
ジオフロントが登場する作品
- アーマード・コアシリーズ
- エースコンバット3 - 多国籍企業ゼネラルリソースによって、隕石落下により壊滅したユージア大陸北部の港湾都市セント・アークに建造された。
- 新世紀エヴァンゲリオン  - 劇中の舞台となる第三新東京市の地下に建造されている。作品の媒体により設定は異なるが人類が発見する前から空間は存在していた。
- 絶体絶命都市2 -凍てついた記憶たち- - 劇中の舞台となる富坂市の都市開発計画「ジオフロンティア計画」として登場。劇中では第一期工事が完成したばかりである。
- 真・女神転生シリーズ
- DIGITAL DEVIL SAGA アバタール・チューナー2
- ブレス オブ ファイアV ドラゴンクォーター
- メガゾーン23
- メダロット3
- 英雄伝説VII
- 英雄伝説 零の軌跡
- 英雄伝説 碧の軌跡

ジオフロントとは呼ばれないが、同様に巨大な地下都市が登場する作品
- シャリーのアトリエ 〜黄昏の海の錬金術士〜
- ARIA
- 攻殻機動隊（原作1巻では1度だけジオフロントと呼称したことがある）
- 未来少年コナン
- 宇宙戦艦ヤマト
- 機動戦士ガンダム
- 装甲騎兵ボトムズ - 戦争中の爆撃後のクレーターを利用して建設された地下階層都市「ウド」が登場する。
- 宇宙戦士バルディオス - 主人公の故郷の星は放射能汚染のため、人民は地下都市に住んでいる。
- こちら葛飾区亀有公園前派出所
- クラッシャージョウ - エピソード「悪霊都市ククル」は地下都市「ククル」が舞台となる。
- JUNKMETAL - 植民惑星においてプレイヤーを含めた人類は地下都市に住んでいる。
- ダークメサイア
- 東京アンダーグラウンド
- 火の鳥 未来編
- コブラ
- ラブ♥シンクロイド
- 星々に架ける橋
- メトロポリス
- マトリックス
- ブギーポップ  - 開発途中で放置されている。
- 機動警察パトレイバー
- ウィッチブレイド
- とある魔術の禁書目録 - 第22学区
- ファイナルファンタジーVII
- ファイナルファンタジーXI - クリスタル戦争時に脱出した人々が住む「タブナジア地下壕」、ゴブリンが建設した「ムバルポロス」が登場する。
- 密室のサクリファイス
- AQUA
- ドラえもん のび太と竜の騎士
- たまごっち  - 玩具「ウラじんせーエンジョイ！たまごっちプラス」に関係する「ウラたまタウン」が相当)
- トレインヒーロー
- レミニセンス
- 緋弾のアリア - 品川に開発され放置されたジオフロントとしてジオ品川が登場する。
- 惑わない星